# 王祥

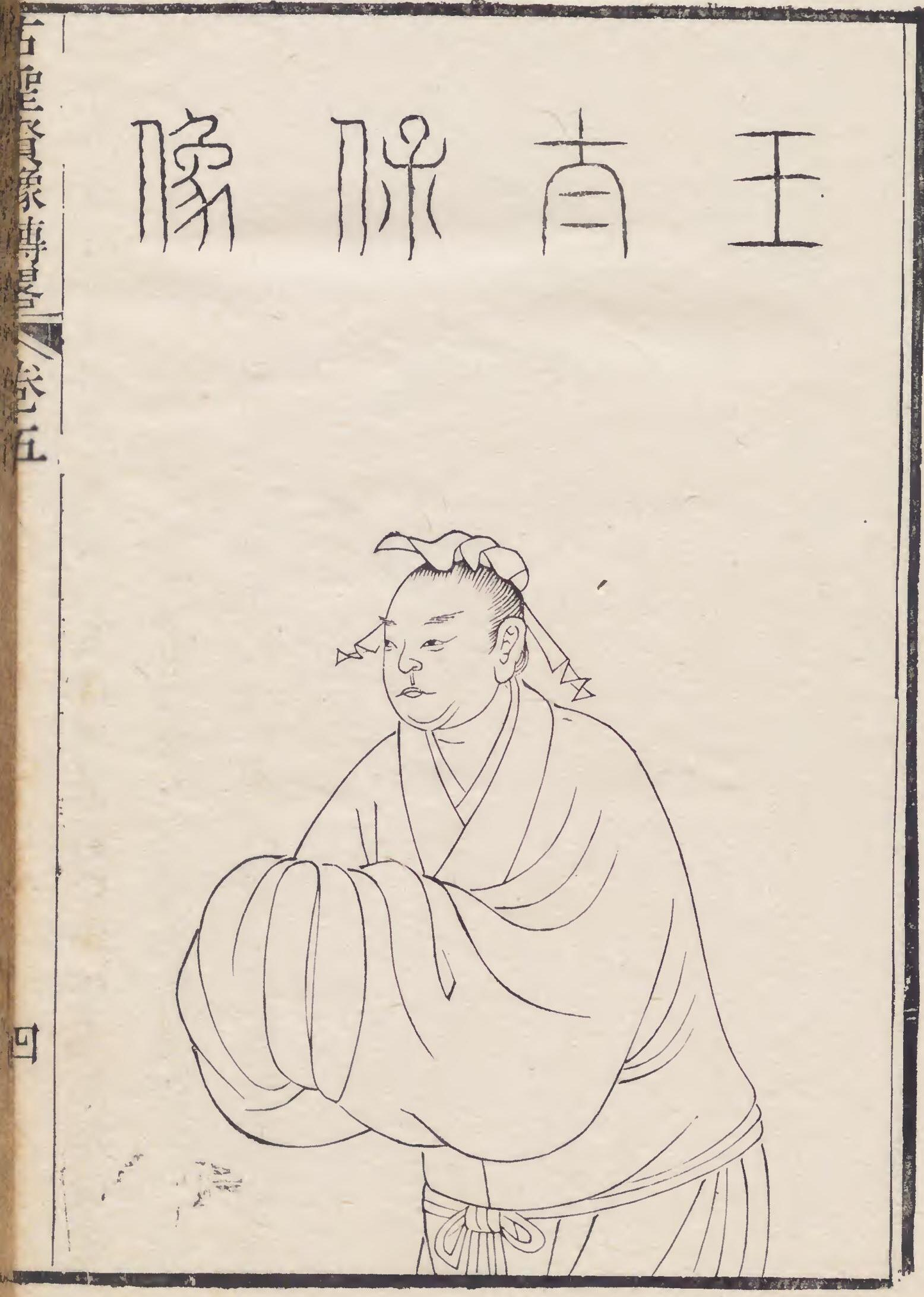
王祥像

王 祥（おう しょう、185年 - 269年）は、中国後漢末期から西晋にかけての人物。字は休徴。徐州琅邪郡臨沂県（現在の山東省臨沂市蘭山区）の出身。魏・西晋の臣で、「二十四孝」の一人。前漢の王吉を先祖とする琅邪王氏の一族。高祖父は王遵。曾祖父は王音。祖父は王仁（青州刺史）。父は王融。子は王肇・王夏・王馥・王烈・王芬など。異母弟は王覧。伯父は王叡。同族に王雄（幽州刺史）ら。

## 生涯

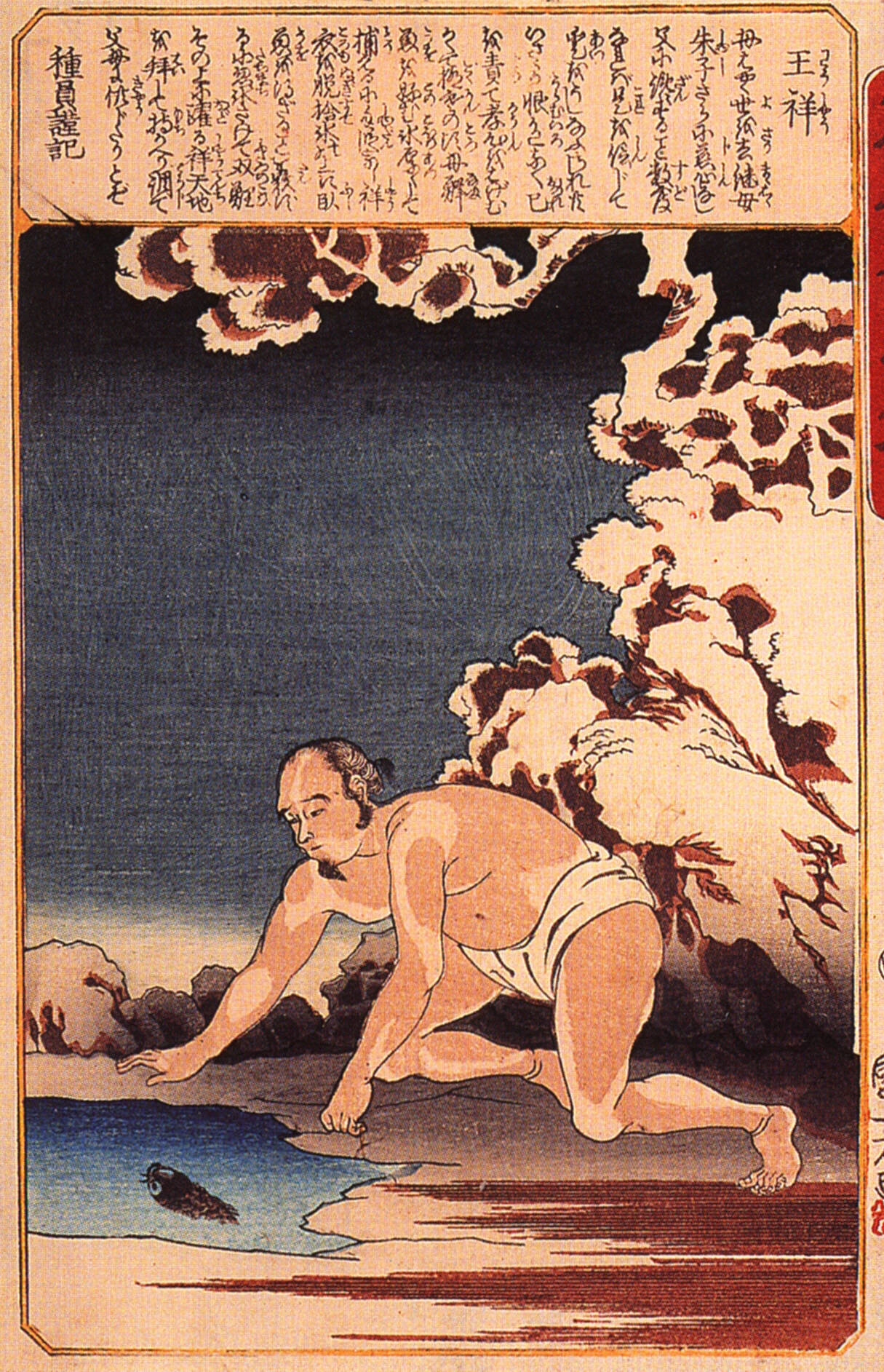
歌川国芳作『唐土二十四孝』

王祥は大変親孝行であった。早くに実母を亡くし、継母の朱氏が王祥を慈しまず父に讒言したため、父は王祥を愛さなくなった。また、朱氏が王祥に牛小屋を掃除させたが、王祥はさらに恭しく継母に仕えた。父母が病気になると、王祥は着替える暇も惜しんで看病し、薬を必ず自分が毒味した。
継母が生魚を食べたがった時、当時寒くて川が凍っていたので、王祥は衣を脱ぎ氷を割って魚を獲ろうとした。すると、氷が自然に溶け鯉が二匹跳ね出て来たので、それを持ち帰った。また継母が黄雀の炙りを食べたいと思った時は、黄雀数十羽が垂れ幕の内側に入ってきた。郷里の人々はそれらに驚き、王祥の孝心がもたらしたのだと思ったという。林檎の樹に実がなると、継母がそれを大切に育てるよう命じたため、風雨があるたびに王祥はその樹を抱き泣いた。さらに継母は王祥を毒殺しようとしたが、異母弟の王覧が王祥を庇って毒味しようとしたため、慌ててその器をひっくり返したりすることもあったという。弟が常に王祥を庇ったため、継母は誤って弟を殺してしまうことを恐れ、毒殺を諦めたという。
後漢末の動乱で、王叡が孫堅に殺されると、継母や弟と共に廬江へ避難した。その後は30年間、州や郡からの仕官要請に応じなかった。継母が死去し、喪に服するようになると身体が痩せ細り、杖をつかないと歩けないほどになった。
その後、呂虔が彼を別駕として招聘した。王祥は既に60歳を過ぎていたため、固辞して受けなかったが、弟が仕官を勧め牛車を用意したので、仕方なく招聘に応じた。呂虔は彼に徐州の統治を任せた。王祥は盗賊が蜂起すると兵士を鼓舞して討伐し、州の境界を鎮まりかえらせ、州内をよく治めた。人々は「徐州が平安なのは王祥のお陰。国が空にならなかったのは別駕の手柄」と彼の功績を歌ったという。
呂虔は、持っていると三公の位に登れるという剣を持っていたが、彼は王祥に「持つべき人が持たないと、この剣は害を成すかもしれない。しかし、貴方なら三公にもなれる器量をお持ちなので、貴方にこの剣を差し上げようと思う」と言い、固辞する王祥に強いて与えた。
その後、秀才に推挙されて温県令となり、昇進を重ねて大司農になった。曹髦（高貴郷公）が即位すると、即位に関与した功績で関内侯となり光禄勲を拝命し、その後司隷校尉となった。さらに毌丘倹討伐に従軍し封邑を400戸加増され、太常に遷り、万歳亭侯となった。曹髦が太学へ足を運んだ際には三老となるよう命じられた。曹髦に対し南面（上位）して師父の地位に置かれ、明王・聖帝とは何かということや、君臣・政治の要点などを訓示した。
甘露の変で曹髦が殺され臣下たちが喪に服すると、王祥は号泣慟哭して「私めの無力のせいでございます」と言ったため、周囲は皆恥じ入ったという。しばらくして司空に、次いで太尉に至り、侍中を加えられた。五等爵の制度が始まると、睢陵侯に封じられ、封邑は1600戸となった。
司馬昭が晋王になると、王祥は荀顗と共に謁見に赴いた。荀顗は王祥に「相国・晋王は大変貴い身分なので、拝礼を行うべきです」と言った。しかし王祥は「相国は大変貴い身分ではあるが、宰相職であるから、三公である我らとの差は一段しかなく、ほぼ同等である。陛下（曹奐）の三公でありながら他の者に拝礼を行なうことなどあるだろうか。そんなことをすれば魏の名望を失い、晋王の徳を損なうことになる。私には出来ぬ」と言い、荀顗は拝礼を行なったが王祥は会釈のみをした。司馬昭は「今日始めて、貴方が私のことを重く考えていることがわかった」と言った。
司馬炎が魏より禅譲を受けると、王祥は太保となり、爵位が公になった。武帝（司馬炎）は王祥・何曾・鄭沖らに政治上の意見を求めた。王祥が老年を理由に地位を降りようとしたが、武帝はそれを許さなかった。御史中丞の侯史光は、王祥が病気で朝会にも欠席していることから罷免すべきであると上奏した。しかし武帝はその上奏を決裁しなかった。
その後も王祥は地位を固辞したので、官を降り睢陵公の爵位で家に戻ることを許された。地位は三公より上位とし、俸禄もそのまま支給することとされた。
泰始5年（269年）、85歳で死去した。臨終の際、子孫に信・徳・孝・忠・悌を重んじる遺訓を与え、また弟には「お前の子孫はきっと興隆するから、この剣が相応しいであろう」と言い、呂虔から授かった剣を与えた。王覧の孫は東晋初期の宰相になった王導である。王祥は没後、武帝から特に朝服や銭などを下賜され、元公と諡された。
彼の葬儀に駆けつけた者は、朝廷の大臣ではなく親族や故吏ばかりであった。同族の王戎は「太保は清らかであったと言えよう」と言った。

## 脚註
1. ↑  『新唐書』唐宰相世系表十二中では、王音とする。
2. ↑  裴松之が引く『王氏譜』による。
3. ↑  『晋書』では子の武帝（司馬炎）としているが、誤り。